# جائحة فيروس كورونا في غينيا
توثق هذه المقالة آثار جائحة فيروس كورونا 2019-2020 في غينيا، وقد لا تتضمن جميع الاستجابات والتدابير والإجراءات الرئيسية حتى الآن.

## خلفية
في 12 يناير 2020، أكدت منظمة الصحة العالمية (WHO) أن فيروس تاجي جديد كان سببًا لمرض تنفسي لمجموعة من الأشخاص في مدينة ووهان، مقاطعة خوبي، الصين، والذين كانوا قد لفتوا انتباه منظمة الصحة العالمية في البداية في 31 ديسمبر 2019. رُبطت هذه المجموعة في البداية بسوق هوانان للمأكولات البحرية بالجملة في مدينة ووهان. ومع ذلك، فإن بعض الحالات الأولى التي أظهرت نتائج مختبرية لا صلة لها بالسوق، فمصدر الوباء غير معروف.
على عكس السارس لعام 2003، كانت نسبة إماتة الحالات لـ كوفيد-19  أقل بكثير، لكن انتقال العدوى كان أكبر بكثير، مع إجمالي عدد الوفيات. عادة ما يظهر كوفيد-19 في حوالي سبعة أيام بأعراض شبيهة بالإنفلونزا يُظهرها بعض الأشخاص حيث تتطور إلى أعراض الالتهاب الرئوي الفيروسي الذي يتطلب الدخول إلى المستشفى. اعتبارًا من 19 مارس، أصبح كوفيد-19 يُصنف على أنه «مرض معدي عالي الأثر».

## الجدول الزمني

### مارس 2020
في 13 مارس، أُبلغ عن أول حالة إصابة بفيروس كورونا في غينيا. أُكدت إصابة مواطن بلجيكي وهو موظف في وفد الاتحاد الأوروبي في غينيا. حدد 295 من مخالطي المرضى وعزل من بينها 228 لمدة 14 يومًا حيث أن معظمهم صينيون أو أشخاص كانوا على صلة بالصين في الأسابيع الأخيرة.
في 18 مارس، سُجل إصابة امرأة غينية 41 سنة في وسط نونغو، وحددت 6 من مخالطي المريض، حيث أن عدد الحالات الإجمالي بلغ 2.
في 21 مارس، أظهر إطار في وزارة الميزانية عاد من فرنسا مع زوجته نتائج إيجابيةً لاختبار الفيروس كورونا المستجد 2019، مما أدى إلى إغلاق الوزارة ووضع وزير الميزانية ديوبات إسماعيل في الحجر الصحي الطوعي في منزله بكوروسا. بلغ عدد مجموع الحالات 4 حالات، منها حالة واحدة تماثلت للشفاء.
في 26 مارس، أظهرت الدكتورة ماكالي تراوري التي عادت من لندن نتائج إيجابيةً لاختبار الفيروس كورونا المستجد 2019، الدكتورة هي وزيرة سابقة ورئيسة ائتلاف النساء والفتيات في غينيا (COFIG) والناشطة في المجتمع المدني الغيني، والتي أكدت المعلومات التي تفيد بأن عدد الحالات التراكمية بلغ 5 وذلك بدعوة من راديو فضاء FM في حصة «أفواه كبيرة».
في 27 مارس، سُجلت ثلاث حالات جديدة مؤكدة من بينها اثنتان فرنسية وغينية واحدة، حيث فحصت 8 حالات من مخالطي المرضى وكانت كلها سلبية عدا الحاجة ربيعة سيراه ديالو. فارتفع عدد الحالات التراكمية إلى 8 حالات.
في 28 مارس، أكدت حالة جديدة، وهو غيني اختبر في مجموعة من 10 مخالطي المرضى وكلها كانت سلبية. أصبح عدد الحالات التراكمية 9 حالات
في 29 مارس، أكدت سبع حالات جديدة، وتتعلق بغينيين ومغتربين. بلغ عدد الحالات التراكمية 16 حالة، بما في ذلك حالة واحدة شُفيت.
في 30 مارس، أكدت ستة حالات جديدة، وتتعلق بغينيين فقط. بلغ عدد الحالات التراكمية 22 حالة .

### أبريل 2020
في 1 أبريل، سُجلت ثماني حالات جديدة في الصباح، كلها حالات غينية فقط وفي المساء سجلت حالة أخرى مؤكدة، وهي لغيني عمره 50 عامًا يعيش في برشلونة في إسبانيا، عاد إلى ابي في 9 مارس ليبقى في قرية غوغو (سيريما)، محافظة فرعية من بوبودارا. بلغ عدد الحالات التراكمية 31 حالة.
في 2 أبريل، سُجلت واحد وعشرون حالة مؤكدة جديدة، كلها حالات غينية، عدد الحالات التراكمية تصل إلى 52.
في 3 أبريل، سُجلت واحد وعشرون حالة مؤكدة جديدة، هو فقط الغينيين عدد الحالات التراكمية يرتفع إلى 73 بما في ذلك حالتي الشفاء.
في 4 أبريل، سُجلت ثمانية وثلاثون حالة مؤكدة جديدة، بلغ عدد الحالات التراكمية 111 حالة منها 5 حالات تعافي.
في 5 أبريل، سُجلت عشر حالات مؤكدة جديدة، عدد الحالات التراكمية 121 بما في ذلك 5 حالات تعافي.
في 6 أبريل، سُجلت سبع حالات جديدة مؤكدة، عدد الحالات التراكمية في غينيا هو 128 حالة منها 5 حالات تعافي.
في 7 أبريل، سُجلت ستة عشر حالة مؤكدة جديدة، عدد الحالات التراكمية 144 بما في ذلك 5 حالات تعافي.
في 8 أبريل، سُجلت عشرين حالة مؤكدة جديدة، العدد التراكمي للحالات هو 164 بما في ذلك 5 حالات تعافي.
في 9 أبريل، سُجلت ثلاثون حالة مؤكدة جديدة، العدد التراكمي للحالات هو 194 بما في ذلك 11 حالات تعافي.
في 10 أبريل، سُجلت ثمانية عشر حالة مؤكدة جديدة، عدد الحالات التراكمية 212 بما في ذلك 15 حالات تعافي.
في 11 أبريل، سُجلت ثماني وثلاثون حالة مؤكدة جديدة، عدد الحالات التراكمية بلغ 250 بما في ذلك 17 حالات تعافي.
في 12 أبريل، سُجلت تسعة وأربعون حالة مؤكدة جديدة، بلغ عدد الحالات التراكمية 299 منها 17 حالات تعافي.
في 13 أبريل، سُجلت عشرين حالة مؤكدة جديدة، عدد الحالات التراكمية يصل إلى 319 بما في ذلك 17 حالات تعافي.
في 14 أبريل،، سُجلت واحد وأربعون حالة مؤكدة جديدة، العدد التراكمي للحالات هو 404 بما في ذلك 41 حالات تعافيو 01 وفاة.